# Birkat Hamason

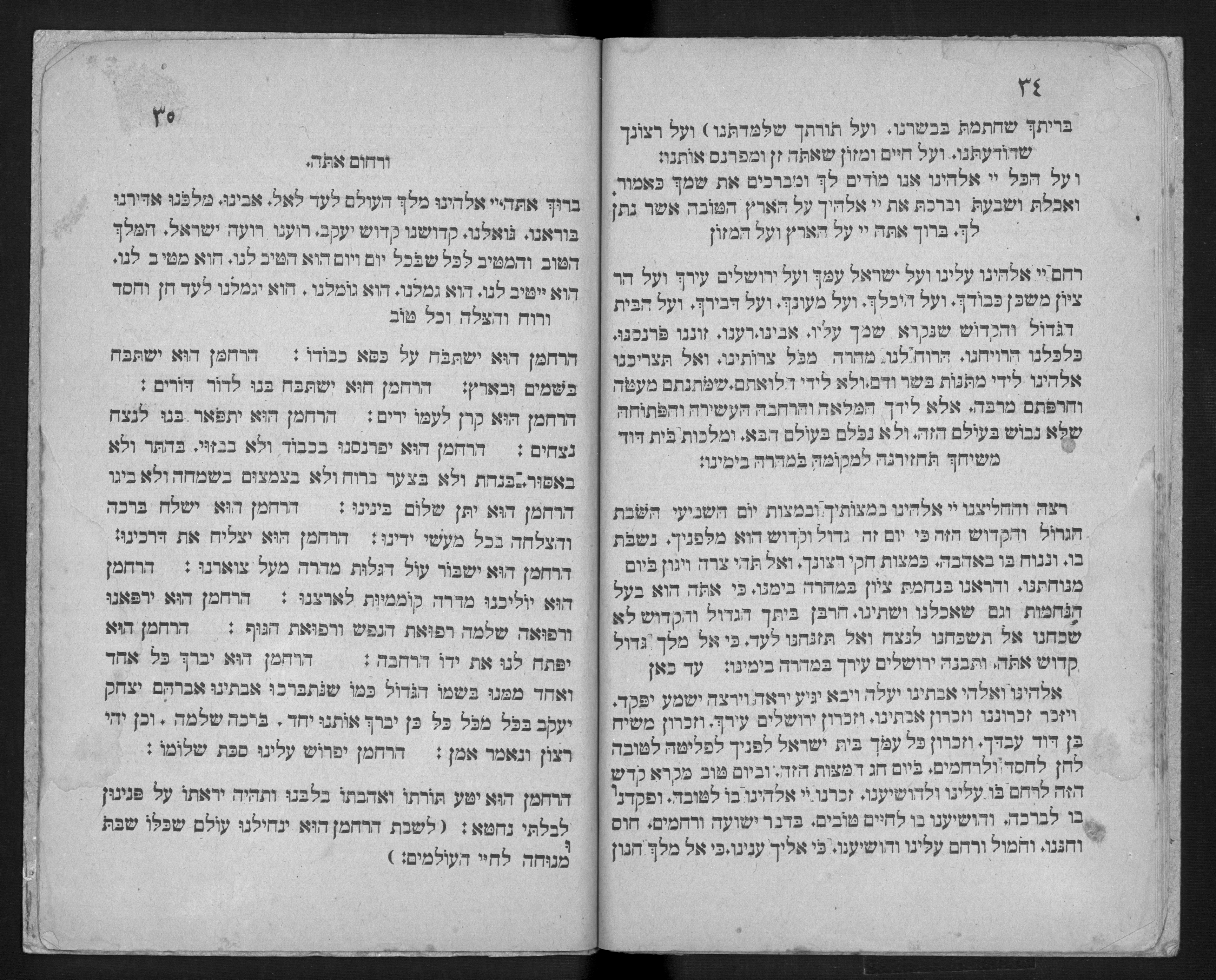

Die Birkat Hamason (hebräisch ברכת המזון) ist das jüdische Tischgebet, das nach dem Essen einer Mahlzeit gesprochen wird, wenn in der Mahlzeit Brot enthalten ist. Zu unterscheiden ist Birkat Hamason von den Segenssprüchen, die vor dem Genuss von Speisen gesprochen werden.
Das Tischgebet besteht aus vier Segenssprüchen. 
1. Der erste Segensspruch ist ein Dank an Gott, dass er all seine Geschöpfe mit Speise versorgt.
2. Der zweite Segensspruch ist ein Dank für das gute Land, das von Gott gegeben wurde, sowie für die Erlösung aus Ägypten, den Bund der Beschneidung und die Offenbarung der Tora. Hierzu gehört auch der Bibelvers, auf den das Gebot von Birkat Hamason zurückgeführt wird: Und du sollst essen und satt werden und segnen den Ewigen deinen Gott für das gute Land, das er dir gegeben hat (Dtn 8,10 EU).
3. Der dritte Segensspruch ist eine Bitte um den Wiederaufbau des Jerusalemer Tempels und die ständige Unterstützung des Volkes Israel.
4. Das Gebet wird mit einem weiteren Dank für Gottes Güte und Bitten abgeschlossen, die je nach Situation unterschiedlich formuliert werden können.[1]

Gemäß dem Talmud (B'rachot 48b) geht der erste Segensspruch auf Moses zurück, der das Gebet eingeführt haben soll, als Manna vom Himmel fiel. Der zweite Segensspruch stammt demnach von Josua bei der Eroberung des Landes Israel, der dritte von König David und Salomo und der vierte von den Rabbinern aus Javne nach der Niederlage von Bar Kochba in seinem Aufstand gegen die Römer.